# Los terrenos
Los terrenos es una película de argentina de 2023 dirigida por Verónica Chen.
La película fue seleccionada para competir en la sección oficial a la mejor película de la Competencia Argentina en la 24° edición del Buenos Aires Festival Internacional de Cine Independiente.

## Sinopsis
Vera está entusiasmada con la posibilidad de comprar un terreno muy cerca del mar habitado por una viuda que, tras aceptar una oferta, cambia de opinión. Pero Vera no acepta un no por respuesta y está dispuesta a hacer lo que sea para conseguirlo.

## Elenco
- Azul Fernández como Vera
- César Troncoso como Suárez
- Victoria Orellana como Cynthia
- León Chen como León
- María Ucedo como Juana
- Federico Liss como Julio
- Rogelio Gracia
- Augusto Gordillo
- Omar Zappa Buschiazz

## Premios y nominaciones
| Premio/Festival de Cine                                   | Fecha del evento                 | Categoría                            | Nominado     | Resultado | Ref.  |
| --------------------------------------------------------- | -------------------------------- | ------------------------------------ | ------------ | --------- | ----- |
| Buenos Aires Festival Internacional de Cine Independiente | 19 de abril al 1 de mayo de 2023 | Competencia argentina Mejor película | Los terrenos | Nominado  | [ 2 ] |